# گیلاس آفریقایی
پیجیوم آفریکانوم (به انگلیسی: Pygeum africanum) یا Prunus africana
پرونوس آفریکانوم ، گیلاس آفریقایی ،دارای گستردگی بزرگی در  قاره آفریقا بوده و در نواحی کوهستانی مرکزی و جنوب آفریقا و نیز در جزایر Bioko و Sao-tome  و Grande Comore و ماداگاسکار یافت می‌شود.این گیاه به صورت طبیعی در ارتفاع 900 تا 3400 متری از سطح دریاها دیده می‌شود . درختی است افراشته و بلندقامت‌ترین درخت خانواده آلوها است . درختانی با چتر گسترده و با وقار و چشمگیر هستند.این گیاه اقلیم مرطوب را پسندیده و بارش باران 900تا 3400میلیمتر در سال را طلب می‌کند. این گیاه تحمل زیادی در برابر یخبندان نداشته و نیازمند نور می‌باشد .
تنه درخت مذکور سیاه مایل به قهوه ای بوده و خط خط و دارای ترک بوده به نحوی که ترک‌ها به شکل چهارگوش به هم می پیوندد.برگها غیر روبرو و ساده  ،8 تا 20 سانتیمتر طول داشته و بیضی شکل و کشیده هستند و در انتها ناگهان نوک تیز می‌شوند. برگ‌ها براق و بدون پرز بوده و بالای پیکر گیاه سبز تیره و در پایین کمرنگ تر هستند و در کناره‌ها کمی دندانه دار می‌باشند. رگبرگ مرکزی در روی برگ صاف و در زیر آن برجسته است .
دمبرگ دو سانتیمتری به رنگ صورتی تا قرمز برگ را به ساقه وصل می‌کند.
گل‌ها هرکدام نر و ماده بوده و دارای 10 تا 20 پرچم و انتقال گرده به وسیلهٔ حشرات است . پرچم‌ها 3 تا 8 سانتیمتر و گل‌ها سبز مایل به سفید و به صورت محوری در فاصله 70میلیمتری  پخش هستند . گیاه از ماه اکتبر تا می  گل می‌دهد .میوه‌ها شفت  ،قرمز تا قهوه ای  7تا 13میلیمتر و بیشتر پهن هستند تا دراز و دوبخشی  با یک دانه در هر بخش. میوه‌ها در ماه سپتامبر تا نوامبر و به شکل خوشه ای ظاهر می‌شوند و ظهور آن‌ها چندین ماه پس از گل دادن اتفاق می افتد.   
رده درمانی: درمان ناراحتیهای پروستات
اشکال دارویی: کپسول

## موارد مصرف
پیجیوم آفریکانوم برای درمان التهاب حاد و مزمن پروستات (هایپرپلازی خوش‌خیم پروستات)، سوزش و تکرار ادرار مصرف می‌شود.

## اجزاء فراورده
هر کپسول نرم حاوی عصاره خالص پوست درخت Pygeum Africanum -African Plum از تیره روزه آسه می‌باشد که در واقع مخلوطی ازترکیبات اسیدهای چرب پیوند یافته با مشتقات الکل بوده و مهم‌ترین اجزای تشکیل دهنده آن بتاسیتوسترول؛ اسید اورسولیک و n-docosyl-ferulate می‌باشند

## مکانیسم اثر
1. مهار پرولیفراسیون فیبروبلاستی ناشی از فاکتورهای رشد که به نظر میآید در پاتوژنز آدنومای پروستات دخالت دارند
2. کاهش التهاب پروستات و مجرای آن از طریق مهار آنزیم لیپواکسیژناز
3. اصلاح قدرت انفباضی و بهبود الاستیسیته مثانه در اختلال‌های ناشی از افزایش سن یا اثر بر روی عضله دترسور مثانه
4. اصلاح فعالیت ترشحی جزء اپیتلیال بدون تداخل با فعالیت هورمونی

## عوارض جانبی
احتمال بروز اختلالات گوارشی (مانند دل درد، تهوع و اسهال) و آلرژی وجود دارد.